# Marian Babirecki
Marian Babirecki (18 de enero de 1933-5 de junio de 1980) fue un jinete polaco que compitió en la modalidad de concurso completo. Ganó una medalla de oro en el Campeonato Europeo de Concurso Completo de 1965, en la prueba individual.

## Palmarés internacional
| Campeonato Europeo | Campeonato Europeo | Campeonato Europeo | Campeonato Europeo |
| Año                | Lugar              | Medalla            | Categoría          |
| ------------------ | ------------------ | ------------------ | ------------------ |
| 1965               | Moscú (URSS)       | Medalla de oro     | Individual         |